# NGC 3255
NGC 3255 ist ein offener Sternhaufen im Sternbild Kiel des Schiffs (Carina) und hat eine Winkelausdehnung von 2,0' und eine scheinbare Helligkeit von 11,0 mag. Er wurde am 4. Februar 1835 von John Herschel entdeckt und wird auch als OCL 817 oder ESO 127-SC20 bezeichnet.